# Alba de Tormes
Alba de Tormes é um município da Espanha na comarca de Tierra de Alba, província de Salamanca, comunidade autónoma de Castela e Leão. Tem 46,5 km² de área e em 2021 tinha 5 159 habitantes (densidade: 110,9 hab./km²).

## História
Alba de Tormes é um município histórico. A sua fundação ou repovoamento foi feita pelos reis de Leão na Idade Média, que criaram o concelho de Alba, do qual passaram a depender os povoados da comarca e cuja capital era Alba de Tormes, excelentemente situada para controlar a passagem do rio Tormes, formando parte o concelho albense do Reino de Leão. O alfoz de Alba de Tormes esteve dividido em vários quartos: Cantalberque, Allende el Río, Rialmar e a própria vila de Alba de Tormes e seus anexos. Por outro lado, em 4 de julho de 1140 o rei Afonso VII outorgou à vila de Alba um foral próprio.
Devido à sua importância o alfoz de Alba foi um senhorio de realengo dependente da monarquia leonesa, e consta que em finais do século XIII pertenceu ao infante D. Pedro, que era filho de Afonso X, o Sábio e da rainha Violante de Aragão.
Posteriormente, Alba de Tormes passou para mãos de Alfonso de la Cerda, que era filho do infante Fernando de la Cerda e neto de Afonso X, e esteve em seu poder até 1312, quando o rei Fernando IV a incorpora no realengo junto com a vila de Béjar.
Em 1429 o rei João II entrega-a ao bispo Gutierre Álvarez de Toledo, da Casa de Álvarez de Toledo, tomando o título de senhor da vila de Alba de Tormes. A partir desse momento a história da vila esteve intimamente ligada à Casa de Alba. A vertiginosa ascensão familiar foi acompanhado pela elevação do senhorio a Condado de Alba de Tormes em 1439, que em 1472 foi elevado a ducado, título nobiliário outorgado pelo rei Henrique IV em favor de García Álvarez de Toledo y Carrillo de Toledo, o 1.º duque de Alba.
Posteriormente, Alba de Tormes teve fama por ser a localidade onde morreu Santa Teresa de Jesus, mística e Doutora da Igreja, e é onde se conserva o seu corpo incorrupto.
Com a criação das atuais províncias em 1833, Alba de Tormes ficou enquadrada na província de Salamanca, dentro da Região Leonesa, sendo cabeça de comarca até esta ter sido extinta e integrada na de Salamanca.

## Demografia
| Variação demográfica do município entre 1991 e 2004 | Variação demográfica do município entre 1991 e 2004 | Variação demográfica do município entre 1991 e 2004 | Variação demográfica do município entre 1991 e 2004 |
| --------------------------------------------------- | --------------------------------------------------- | --------------------------------------------------- | --------------------------------------------------- |
| 1991                                                | 1996                                                | 2001                                                | 2004                                                |
| 4344                                                | 4647                                                | 4855                                                | 4844                                                |